# Szent Monitor
Monitor, más néven Monitorius (? – Orléans, 490) a Frank Birodalomban található Orléans-i egyházmegye tizenkettedik püspöke volt, és a római katolikus egyház által tisztelt szent.
Monitor kb. 472-ben lett Orléans püspöke. Ünnepnapja november 10.

## Kapcsolódó szócikk
- A szentek és ereklyéik tisztelete